# Marina Chalturina
Marina Chalturina (russisch und kasachisch Марина Халтурина, englische Transkription Marina Khalturina; * 17. Juni 1974 in Swerdlowsk, Russische SFSR) ist eine ehemalige kasachische Eiskunstläuferin, die im Paarlauf, im letzten Jahr ihrer Karriere im Einzellauf, startete.

## Karriere
Mit Andrej Krukow nahm Marina Chalturina zwischen 1994 und 1998 an internationalen Wettbewerben teil. 1998 wurden sie 14. bei den Olympischen Winterspielen in Nagano. Nachdem sich das Paar 1999 getrennt hatte, fand Chalturina in Waleri Artjuchow einen neuen Partner. Nach nur einer Saison trennten sie sich jedoch wieder. Chalturina versuchte sich eine weitere Saison lang ohne großen Erfolg als Einzelläuferin, bevor sie 2001 ihr Eiskunstlaufkarriere beendete.

## Ergebnisse (Auswahl)
falls nichts anderes angegeben: mit Andrei Krukow
| Wettbewerb / Saison             | 1993/94 | 1994/95 | 1995/96 | 1996/97 | 1997/98 | 1998/99 | 1999/2000 | 2000/01 |
| ------------------------------- | ------- | ------- | ------- | ------- | ------- | ------- | --------- | ------- |
| Olympische Winterspiele         |         |         |         |         | 14.     |         |           |         |
| Weltmeisterschaften             | 18.     | 13.     | 17.     | 12.     | 11.     |         | 12.1      | 39.2    |
| Vier-Kontinente-Meisterschaften |         |         |         |         |         |         | 7.1       | 22.2    |
| Skate Canada                    |         |         |         |         | 2.      |         |           |         |
| Kasachische Meisterschaft       |         |         |         |         |         |         | 1.1       | 1.2     |

- 1mit Walerij Artjuchow
- 2als Einzelläuferin